# .sv
.sv este un domeniu de internet de nivel superior, pentru El Salvador (ccTLD).